# Prinobius samai
Prinobius samai är en skalbaggsart som beskrevs av Alain Drumont och Rejzek 2008. Prinobius samai ingår i släktet Prinobius och familjen långhorningar.
Artens utbredningsområde är Iran. Inga underarter finns listade i Catalogue of Life.